# میدن نیوتون
میدن نیوتون (به انگلیسی: Maiden Newton) یک روستا و محله مدنی در بریتانیا است که در West Dorset واقع شده‌است. میدن نیوتون ۱٬۱۱۹ نفر جمعیت دارد.